# 5362 Johnyoung
5362 Johnyoung eller 1978 CH är en asteroid i huvudbältet som upptäcktes den 2 februari 1978 av den amerikanska astronomen James B. Gibson vid Palomar-observatoriet. Den är uppkallad efter den amerikanske astronauten John W. Young.
Asteroiden har en diameter på ungefär 21 kilometer och den tillhör asteroidgruppen Cybele.